# Kerk van Zuurdijk
De kerk van Zuurdijk in de Groningse gemeente Het Hogeland is een rechtgesloten zaalkerkje, dat in de 19e eeuw sterk is verbouwd. De kerk is sinds de sluiting in 1974 eigendom van de Stichting Oude Groninger Kerken.

## Exterieur
De kerk dateert mogelijk uit de eerste helft van de 13e eeuw. Door zijn hoge ligging bleef de kerk behouden bij de Sint-Luciavloed in 1287, toen de Zuiderdijk doorbrak. In de noordmuur zijn sinds de restauratie in 2011 restanten uit deze periode te zien, zoals restanten van gewelven, twee romaanse vensters, de vrouweningang onder de orgelgalerij en een piscina. De gewelven werden later afgebroken omdat de muren ze niet bleken te kunnen dragen en naar buiten werden gedrukt. Met behulp van trekbalken worden de muren sindsdien bijeengehouden. Boven op de trekbalken werd een zoldering gemaakt. In de 17e eeuw werden 3 gotische ramen in de zuidmuur gemetseld om zo meer licht in de kerk te krijgen. Dit hangt samen met de reformatie; voortaan moesten kerkgangers ook de Bijbel en psalmen kunnen meelezen. In de 19e eeuw werden om nog meer licht te verkrijgen in de oostmuur nog twee vensters in dezelfde gotische stijl geplaatst, waarbij gebruikgemaakt werd van sloopmateriaal, zoals dakpannen.
De kerk had vroeger waarschijnlijk een vrijstaande toren, die in de 18e eeuw werd afgebroken. Toen werd ook de kerk ingekort met een travee, waardoor de kerk nu wat te breed lijkt voor haar lengte. In 1798 werd de huidige ongelede toren als westtoren herbouwd tegen de kerk aan, waarbij oude stenen werden hergebruikt in de onderste helft van de toren. De toren had oorspronkelijk een zadeldak, dat in 1831 werd vervangen door de huidige kleinere spits. De toren heeft wijzerplaten aan drie zijden, maar niet aan noordzijde waar het kerkhof ligt. De redenering daarvoor luidde dat de doden de tijd toch niet nodig hadden. Aan noordzijde werden namelijk de armen uit het dorp begraven en aan zuidzijde de rijken. Op de toren staat een vergulde windvaan in de vorm van een zeemeerman. Van de zeemeerman ontbreekt een stuk van de staart, dat ooit is afgewaaid en nooit weer is teruggeplaatst. De zeemeerman vormt ook het logo van Zuurdijk. In de toren hangt een klok uit 1482 van Herman to der Gans met de beelden van Maria, de heilige Kunibertus en de twaalf apostelen. Deze klok werd in 1942 door de Duitsers geroofd, maar is blijkbaar weer teruggekomen.
In 1849 werd de kerk grondig verbouwd en kreeg de kerk haar huidige vensters. De buitenmuren van de kerk werden in 1879 naar de toenmalige mode (statussymbool) voorzien van een pleisterlaag, waardoor ook de oude structuur aan het oog werd onttrokken. Deze bepleistering werd geleverd door de toenmalige cementfabrieken van Zoutkamp en Niekerk. De pleisterlaag is gehandhaafd bij de laatste restauratie van 2001 omdat de stenen erachter erg broos bleken te zijn. In de zuidmuur van de kerk bevinden zich twee gedenkstenen: Een voor landbouwer Jan Pieters Vork en een voor Aafke W. Smith, de echtgenote van de geëmigreerde landbouwer Klaas Jansz. Beukema. Beukema liet de steen plaatsen toen hij in 1845-46 Zuurdijk een bezoek bracht. Gedenkstenen in de muren van kerken zijn zeldzaam in Groningen. Elders zijn ze te vinden in de muren van de kerken van Wehe en Oldehove.

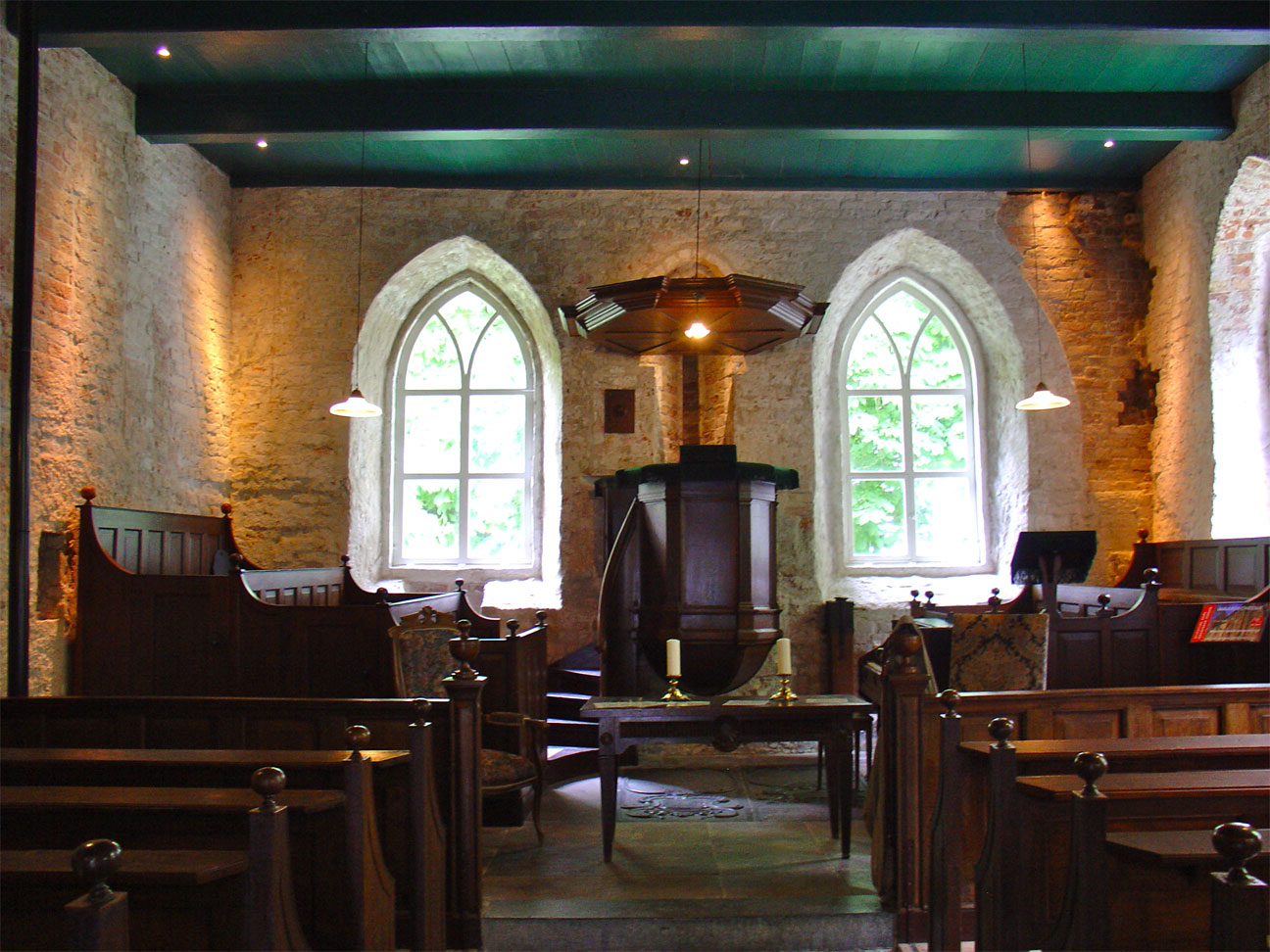
Interieur van de kerk van Zuurdijk

## Interieur
De kerk heeft een zeer sober 19e-eeuws interieur dat in niets de vroegere rijkdom van de boeren toont. De kerk had vroeger een bakstenen preekstoel, die echter in 1786 werd vervangen door een door boeren Eye Roelfs en Hindrik Hindriks de Jonge geschonken houten preekstoel. In 1833 schonken Eye Roelf's weduwe Everdina Oudeman en haar schoonzoon Henderikus Jannes Warendorp Torringa de kerk de huidige houten banken. In 1838 werd de huidige avondmaalstafel aan de kerk geschonken. Bij de verbouwing van 1849 werd de huidige houten preekstoel geplaatst. Of in dat jaar of in 1870 werd deze preekstoel wit geverfd met houten biezen. Ook de banken werden toen wit geverfd. Begin 20e eeuw is deze verf weer verwijderd. Het balkenplafond van de kerk was in de 19e eeuw blauwgroen geverfd. In 1869-70 werden de balken wit geverfd. Bij de laatste restauratie zijn de balken weer blauwgroen geschilderd.
In 1922 werd een klein pneumatisch romantisch pijporgeltje van de gebroeders Rohlfing uit Osnabrück geplaatst. Orgels uit Duitsland waren destijds goedkoop door de lage waarde van de Papiermark als gevolg van de hyperinflatie in de Weimarrepubliek. Het orgel kreeg in later jaren alleen een motor ter vervanging van de voetpomp voor de blaasbalg, maar bleef verder origineel. In 2010 werd het orgel gerestaureerd door de orgelbouwer Hans Elbertse uit Soest. Het orgel heeft de volgende dispositie: Bourdon 16', Prestant 8', Viola di Gamba 8', Aeoline 8', Voix céleste 8', Zacht Gedekt 8', Oktaaf 4' en Woudfluit 2'.

## Graven

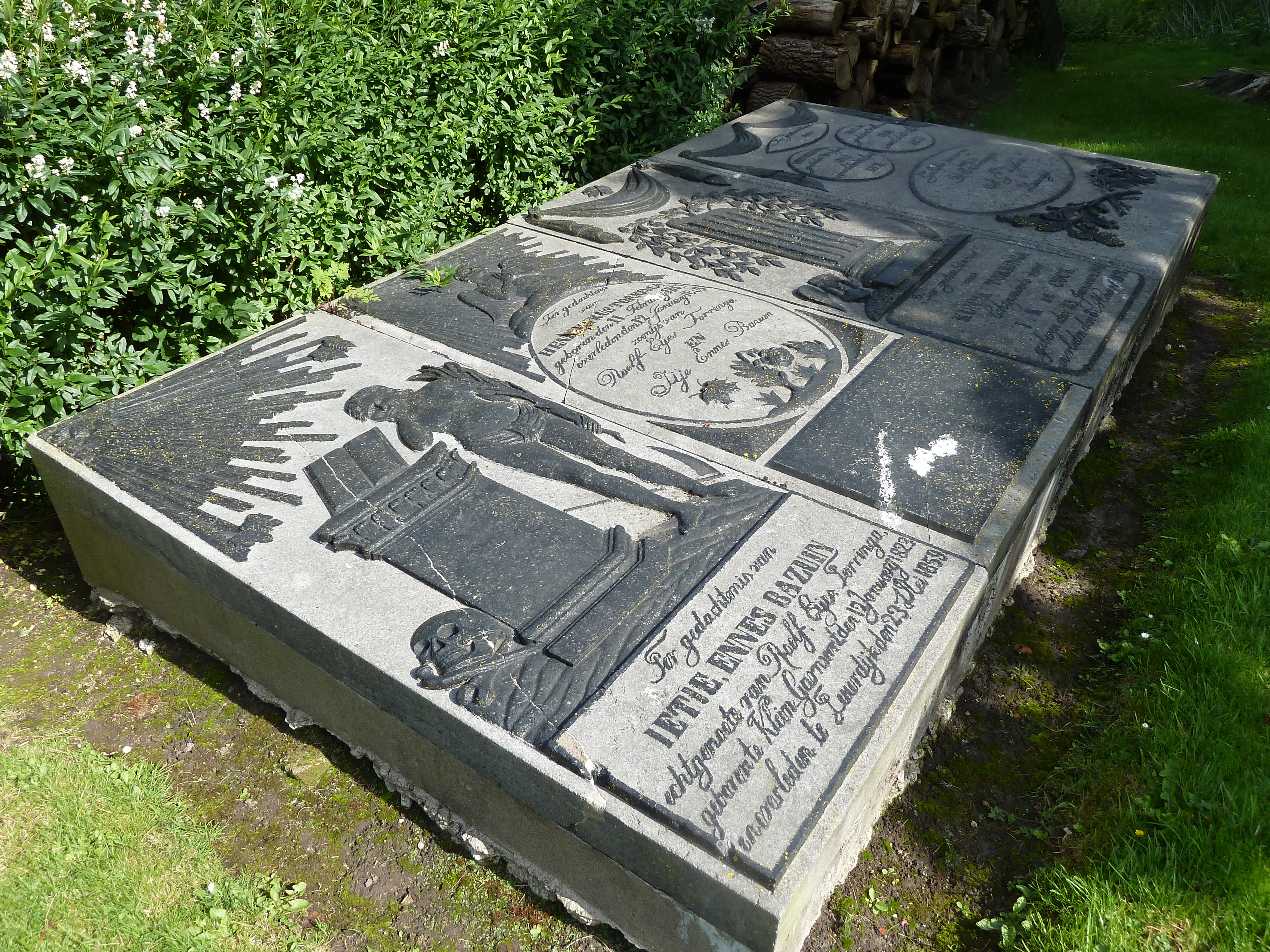
Rijkversierde grafstenen op het kerkhof van Zuurdijk

Op de vloer van de kerk liggen de grafzerken van vier boerenfamilies uit de periode 1773 tot 1834. Formeel werd bij Koninklijk Besluit op 22 augustus 1827 een landelijk verbod op begraven in de kerk ingesteld, maar boerenweduwe Everdina Oudeman (die voorkomt in het reisverslag van Jacob van Lennep en Dirk van Hogendorp) werd in 1834 toch naast haar man in de kerk begraven.
Buiten de kerk ligt het verhoogde kerkhof. Aan zuidzijde werden vroeger de rijke boeren begraven en aan noordzijde de armen. Aan zuidzijde zijn fraai versierde graven te vinden, onder andere van de familie Torringa en van de Zuurdijkster schrijvers Jan en Geuchien Zijlma en Jan Stoffel van Weerden. Het kerkhof bevat een van de meest gevarieerde collecties doodssymbolen van Groningen. Op de graven staan onder andere afbeeldingen van zandlopers en zeisen. ook zijn er veel landbouwkundige symbolen te zien, zoals de korenschoof, hooivork, dorsvlegel, eg, schep en de kar- of radploeg. Aan noordzijde van het kerkhof stonden vroeger houten paaltjes van arme overledenen, die in de loop der tijd werden verwijderd of vergingen, zodat er op den duur alleen nog een grasveld te zien was. Om ook de arme bewoners van Zuurdijk alsnog een zichtbare plek op het kerkhof te geven hebben de bewoners van Zuurdijk, door middel van een kaartenactie Armhoes Joapke, een prijs uitgeloofd door de Stichting Oude Groninger Kerken gewonnen, waardoor in 2009 een gedenksteen voor hen op het kerkhof geplaatst kon worden. Deze steen werd ontworpen door beeldhouwer Bertus Onderwater, van steenhouwerij 'de Schreef' in Schouwerzijl en draagt een gedicht dat Geuchien Zijlma (1842-1922) schreef over 'Joapke' uit het armenhuis:
Woar leggen dien voai en moui, Joapke?'
Den begund' er te reeren en zee: hij wit 'n nyt meer.
Verleden joar har der 't nog zyn kend maor nou was 't gras er al overwossen.
Nee, 't stumper Joapke wist nyt meer, en kon 't ook nyt meer wyten,
 want kerkvoogden wollen er 'n knappe boudel hemmen, en meester arbaidde op 't grasgewas;
 zoodounde waszen dei rauwe ophoogseltjes al weer slicht maokt;
 't was ja aan noorkant.
 't Gras wös er al gelieke weelderg weer over hen, en 'n poaltje stond 'er nyt'.
Het kerkhof van Zuurdijk was vroeger omgracht. De gracht van het kerkhof werd in 1865 gedempt, behalve aan noordzijde. In 1874 werd het besluit genomen om een nieuwe begraafplaats aan te leggen op een stuk kosterijland. Op deze begraafplaats werd ook een baarhuisje geplaatst, dat momenteel op de nominatie staat om te worden gerestaureerd.

## Kerkgemeente
De kerkgemeente van Zuurdijk was voor de reformatie zelfstandig, maar vormde na de reductie van 1594 tot 1619 een combinatie met de gemeente Leens. In 1619 kreeg ze haar eerste predikant, die echter een jaar later alweer vertrok, waarop de kerk nog tot 1630 met Leens gecombineerd bleef. Daarna was de gemeente tot 1666 gecombineerd met Wehe. Dat jaar werd weer een predikant aangesteld. Na het overlijden van zijn opvolger in 1682 werd de kerk weer gecombineerd met Wehe. Dit bleef zo tot 1960, waarna de gemeente weer met Leens werd gecombineerd. In 1967 werd de gemeente onderdeel van de streekgemeente Marne-ambt, waarna de kerk van Zuurdijk in 1974 werd gesloten. Vanaf 1990 ging de gemeente naar de opvolger van de streekgemeente; de hervormde gemeente Leens, Mensingeweer, Warfhuizen, Wehe en Zuurdijk. Met de overgang naar de protestantse gemeente is de naam Zuurdijk verdwenen.